# Správa železnic
Správa železnic, jusqu'en 2019 Správa železniční dopravní cesty (SŽDC) (littéralement en français : « Infrastructure administration des chemins de fer ») est l'organisme public qui est propriétaire et gestionnaire de l'infrastructure ferroviaire de la Tchéquie depuis la réforme de 2003.

## Histoire
En 2003, la République tchèque procède à une restructuration, inspirée du modèle français de l'époque (SNCF/RFF), de l'organisation, la gestion, et l'exploitation de ses chemins de fer, afin de satisfaire aux critères de ce secteur dans le cadre de sa procédure d'adhésion à l'Union européenne. Le Správa železniční dopravní cesty (SŽDC) est créé le 1er janvier 2003 en application de la loi n° 77/2002. Sa mission est d'être le propriétaire et le gestionnaire des infrastructures ferroviaires nationales et régionales. Il est l'un des deux organismes, avec le České dráhy (ČD) qui est une entreprise ferroviaire public qui gère l'exploitation du réseau, issus de cette réforme.